# Hullo
Koordinaten: 59° 0′ N, 23° 15′ O
Hullo (estlandschwedisch Holo) ist ein Dorf (estnisch küla) in der Landgemeinde Vormsi (Vormsi vald) im Kreis Lääne. Der Ort liegt im Zentrum der viertgrößten estnischen Insel Vormsi (deutsch Worms, schwedisch Ormsö), in Richtung der Südküste.

## Beschreibung und Geschichte

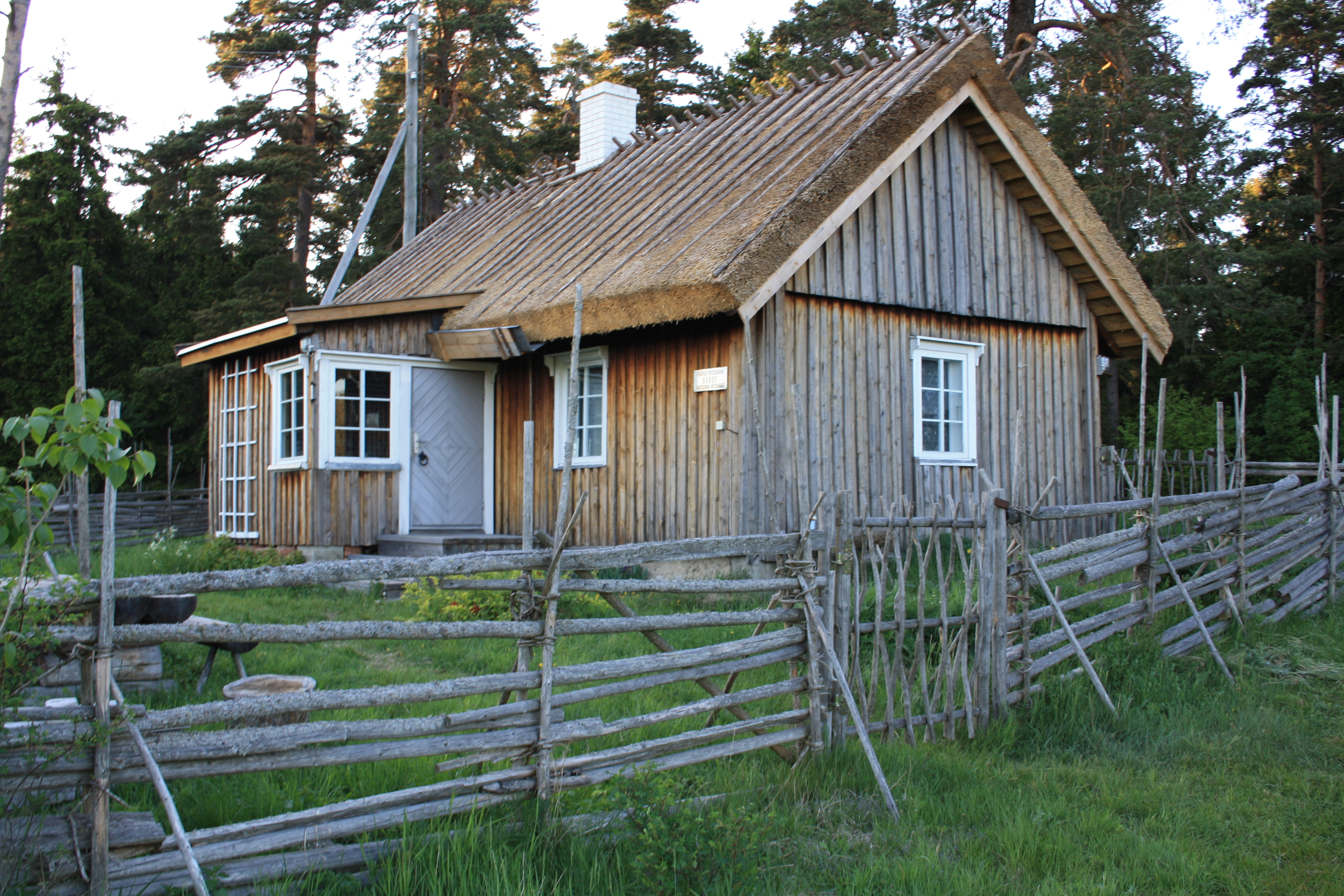
Haus in Hullo

Der Ort wurde erstmals 1540 unter dem Namen Hully urkundlich erwähnt, ist aber vermutlich viel älter.
Das Dorf hat heute 99 Einwohner (Stand 31. Dezember 2011). Wie in allen Dörfern Vormsis bestand vor dem Zweiten Weltkrieg der überwiegende Teil der Bevölkerung aus Estlandschweden. Sie wurden mit der Besetzung Estlands durch die Rote Armee nach Schweden evakuiert.
Hullo ist das Verwaltungszentrum der Insel Vormsi. Dort befinden sich der Sitz der Gemeindeverwaltung, die Postfiliale, die Schule und die Bibliothek der Insel. Sie wurde 1919 als schwedischsprachige Bücherei gegründet und 1924 um eine estnischsprachige Bibliothek erweitert.
Westlich von Hullo liegt der See Prestviik. Von dort fließt der Bach Prestviigi oja 1,1 Kilometer in südlicher Richtung, bis er an der Bucht von Hullo (Hullo laht) in die Ostsee mündet.

## Sehenswürdigkeiten

### Evangelisch-lutherische Olai-Kirche

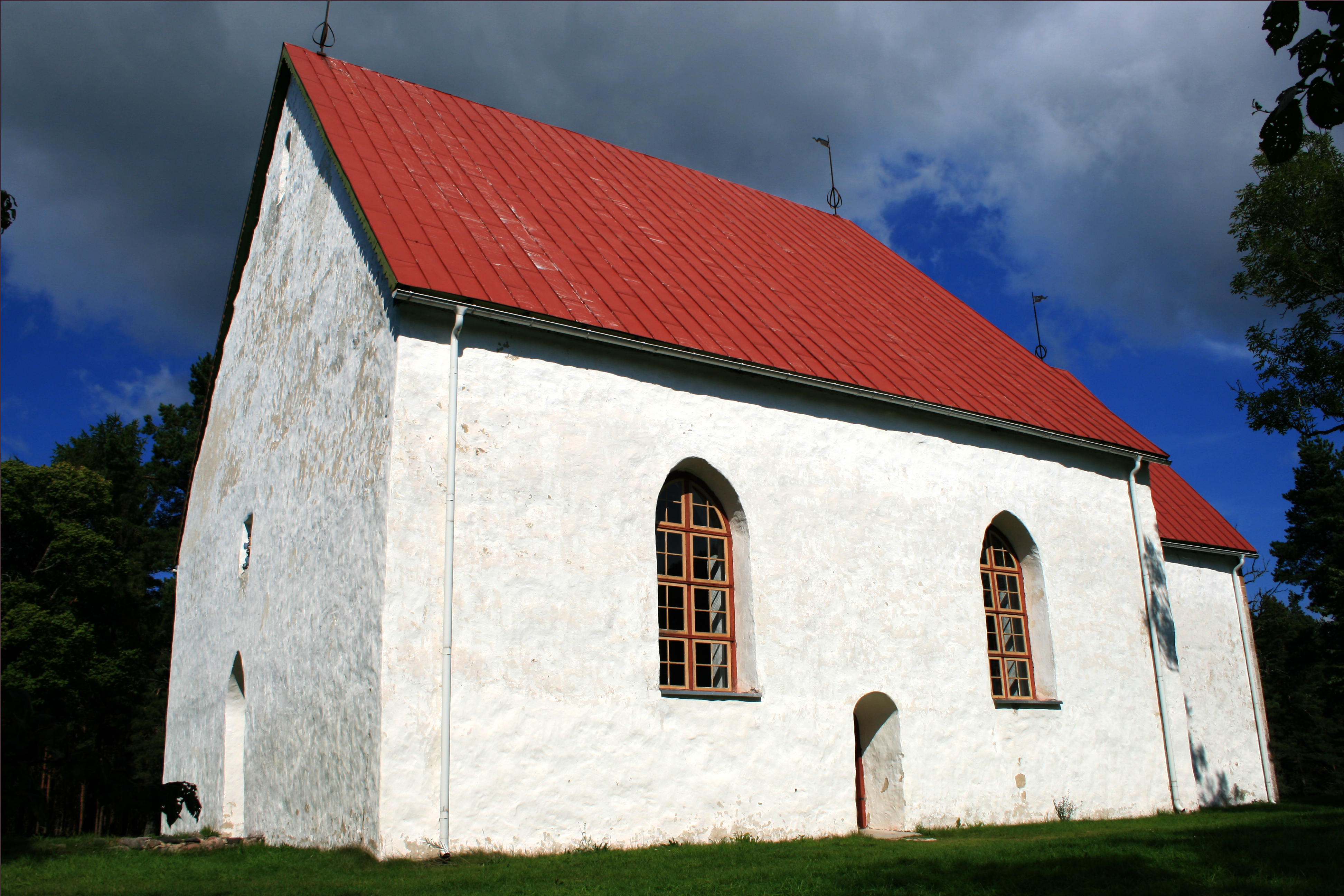
Olai-Kirche von Hullo

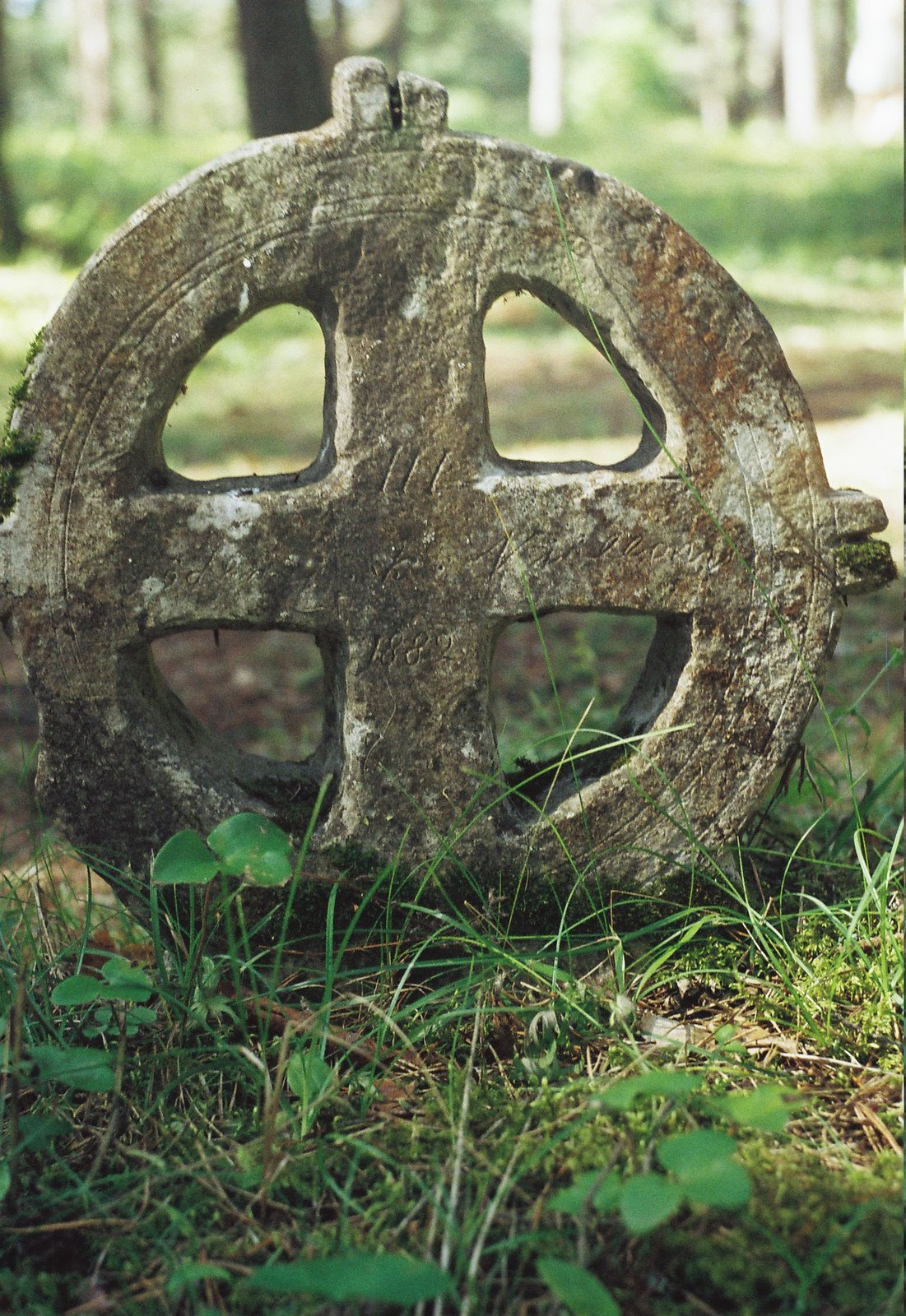
Radkreuz auf dem Friedhof

Wahrzeichen des Ortes ist die aus Kalkstein errichtete evangelisch-lutherische Kirche im gotischen Stil. Sie ist dem heiligen Olav geweiht.
An der heutigen Kirchentür befindet sich das Datum 1219, das aber nur spekulativ ist. Der Legende nach soll der dänische König Waldemar II. den Anstoß zum Bau der Kirche gegeben haben. Erst für das 14. Jahrhundert ist das Gotteshaus sicher belegt. Der ältere Teil dient heute als Chor. Im 15. Jahrhundert wurde er um ein Langhaus aus Holz und einen Glockenturm ergänzt.
Das Schiff der heutigen Steinkirche wurde 1632 an Stelle des hölzernen Baus errichtet. Traditionell fehlt heute bei den Inselkirchen in Estland der Glockenturm. 1772 und 1929 wurde die Kirche umfassend renoviert. Im Chorraum ist der gemauerte Block-Altar erhalten.
Während der sowjetischen Besetzung Estlands stand die Kirche ungenutzt. Sie wurde erst 1990 wieder geöffnet. Heute dient sie für die gesamte Insel als aktives Zentrum der evangelisch-lutherischen Gemeinde.
Vor der Kirche befindet sich zwei Gedenksteine. Sie sind dem schwedischen Missionar Lars Johan Österblom, der in der zweiten Hälfte des 19. Jahrhunderts auf Vormsi wirkte, und dem estlandschwedischen Politiker Hans Pöhl (1876–1930) gewidmet, der viel für das Kulturleben der Estlandschweden geleistet hat.
In unmittelbarer Nähe befindet sich der alte schwedische Friedhof des Ortes. Dort finden sich zahlreiche Radkreuze. Sie wurden von den Bauern selbst hergestellt. Das älteste Kreuz datiert aus dem Jahr 1743, das jüngste von 1923.
Neben dem Friedhof steht das am 2. Juni 1929 eingeweihte Denkmal für die drei aus Vormsi stammenden Gefallenen des Estnischen Freiheitskrieges gegen Sowjetrussland (1918–1920). Das Monument wurde aus ungeklärten Gründen während der sowjetischen Besetzung Estlands nicht zerstört.
Das Pastorat von Hullo stammt aus den 1930er Jahren.

### Parunikivi
500 Meter östlich der Kirche befindet sich in einem Waldstück der moosbewachsene Parunikivi („Baronsstein“), ein großer Findling aus Rapakiwi. Er hat einen Umfang von 20,6 Metern. Seit 1941 steht er unter Denkmalschutz.
Der Findling dient als Erinnerungsstein für den deutschbaltischen Adligen Otto Friedrich Fromhold von Stackelberg. Auf seiner Ostseite steht die stark verwitterte Inschrift
Dem bleibenden Andenken des
Baron Otto Friedrich Fromhold
von Stackelberg
geb.5/17 August 1823 gest. 15/27 August 1887
als des lezten Privatbesitzers der
Insel Worms aus herzinniger
Liebe gewidmet von seiner Witwe
und seinem Sohne

### Orthodoxe Kirche

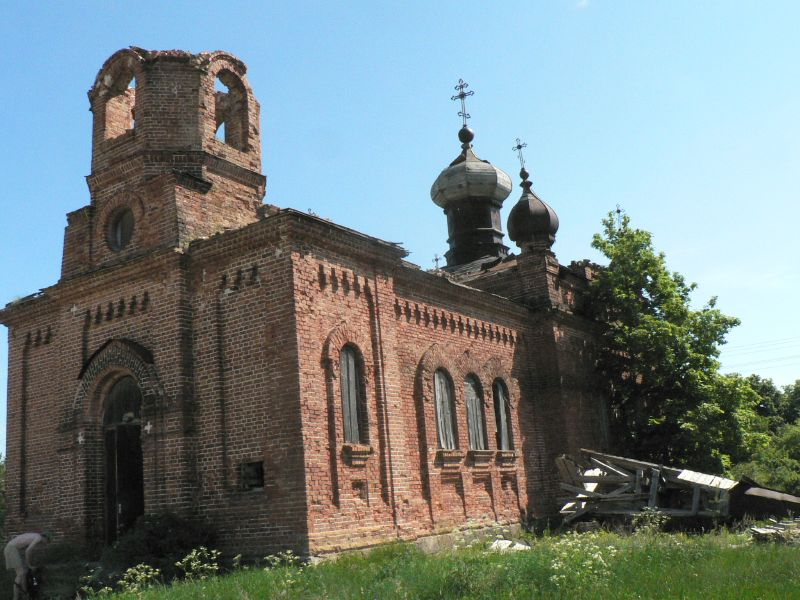
Ruinen der orthodoxen Kirche

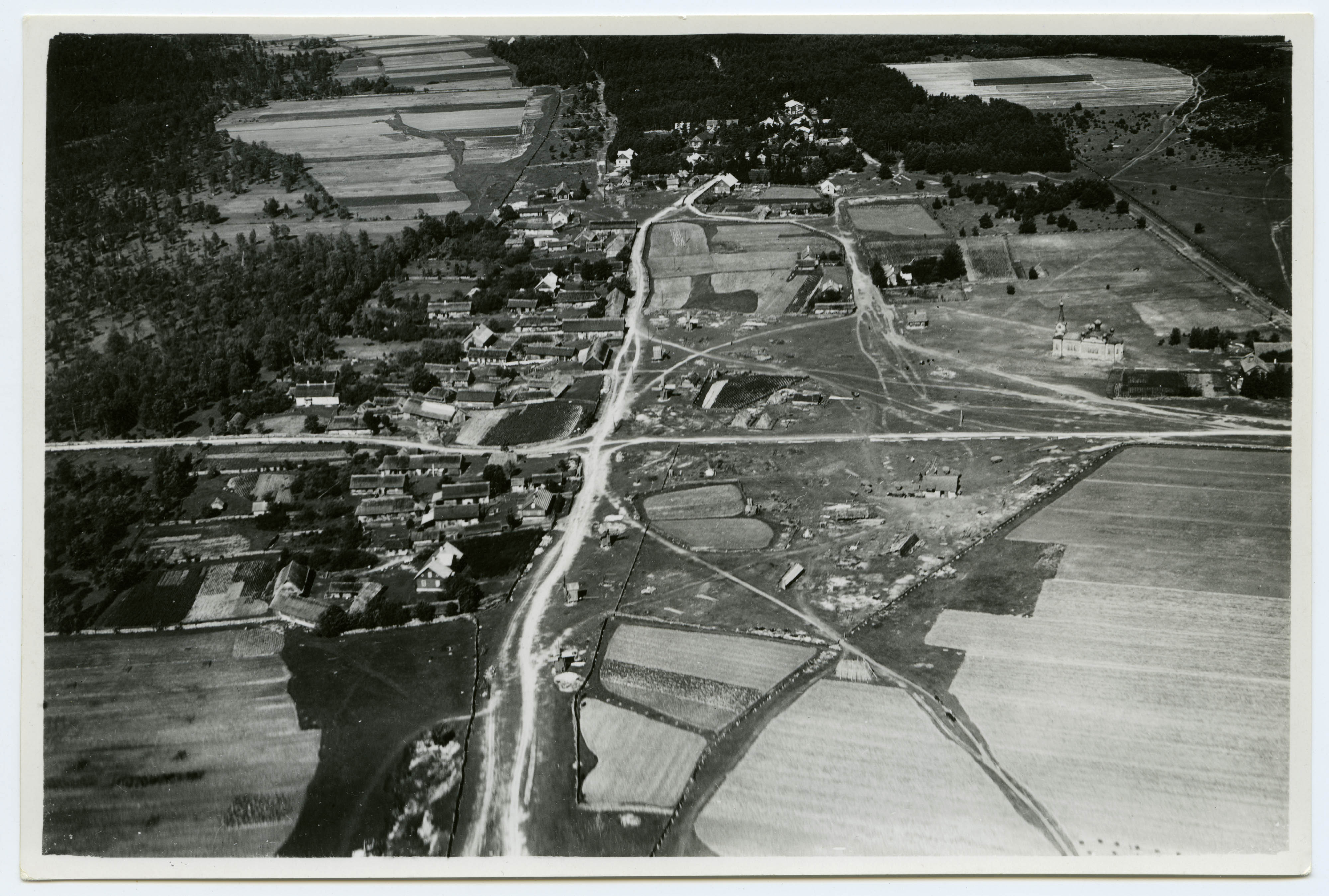
Hullo im Jahr 1934, einschließlich der Russisch-Orthodoxen Kirche vor ihrer Zerstörung.

Die Gründung einer orthodoxe Kirchengemeinde in Hullo geht auf das Jahr 1896 zurück. Im Zeitalter der Russifizierung traten knapp 130 Inselbewohner vom lutherischen zum orthodoxen Glauben über. 1899 wurde die Auferstehungskirche von Hullo fertiggestellt. Der Grundriss stellt ein Griechisches Kreuz dar. Die kellerlose Kirche mit ihrem Glockenturm wurde im Stil des Historismus aus roten Ziegeln errichtet.
1937 wurden die Gottesdienste eingestellt, da es kaum noch orthodoxe Gläubige auf der Insel gab. Mit der sowjetischen Besetzung Estlands verlor die Kirche ihren Charakter als Gotteshaus und wurde als Schuppen genutzt. Seit den 1950er Jahren steht sie weitgehend als Ruine.
Die beiden bekanntesten Mitglieder der orthodoxen Kirchengemeinde waren der estnische Gartenbauer Johann Spuhl Rotalia (1859–1916) und der Vater des Komponisten Cyrillus Kreek, Konstantin Kreek (1852–1916), der auf Vormsi als Lehrer tätig war. Beider Gräber liegen unmittelbar hinter dem Schulgebäude von Hullo.